# キケ・アルバレス
キケ・アルバレス（Enrique "Quique" Álvarez Sanjuán、1975年7月20日 - ）は、スペイン・ガリシア州ビーゴ出身の元サッカー選手。ポジションはCB。

## 経歴
FCバルセロナの下部組織出身のセンターバック。1994-95シーズンにはFCバルセロナBで34試合に出場し、1995-96シーズンにはトップチームデビューした。バルセロナのトップチームでは1試合しか出場することが出来なかったが、その後在籍したセグンダ・ディビシオンのUEリェイダではレギュラーとして2シーズンで75試合に出場した。2000年に移籍したビジャレアルCFでは在籍した7年間のほとんどをセンターバックのレギュラーとして過ごし、キャプテンも経験した。2004-05シーズンのリーグ3位や2005-06シーズンのUEFAチャンピオンズリーグベスト4など、ビジャレアルの黄金期を知るひとりである。2007年、レクレアティーボ・ウェルバに移籍した。2008-09シーズン終了後引退。バルセロナ・フベニールAのオスカル・ガルシア監督のアシスタントを務めていたが2011-12シーズンからカデーテAの監督に就任した。

## 所属クラブ
- 1993-1994 　FCバルセロナC
- 1994-1997 　FCバルセロナB
- 1995-1996 　FCバルセロナ
- 1997-1998 　CDログロニェス
- 1998-2000 　UEリェイダ
- 2000-2007 　ビジャレアルCF
- 2007-2009 　レクレアティーボ・ウェルバ

## タイトル
- FCバルセロナ
  - スーペルコパ・デ・エスパーニャ 1995-96